# Gustave Franconie
Gustave Franconie, né le 15 janvier 1845 à Cayenne en Guyane et mort à Pointe-à-Pitre le 22 janvier 1910, est un homme politique français.

## Biographie
Paul-Gustave Franconie est le fils d'une mulâtresse et d'un riche négociant blanc de Cayenne, Alexandre Franconie (1808-1873), connu pour ses convictions républicaines. Après avoir eu pour précepteur le prisonnier politique républicain Charles Delescluze, Gustave est envoyé à Paris, où il suit les cours du lycée Bonaparte puis ceux du lycée Charlemagne. Il aurait souhaité poursuivre ses études à l’École de médecine, mais il doit rentrer en Guyane pour diriger avec son frère la maison de commerce familiale. À la fin des années 1870, il collabore au Journal d'Outremer de Pierre Alype, un hebdomadaire consacré aux questions coloniales.
Le 22 juin 1879, une élection législative partielle a lieu en Guyane, dont le siège de député vient d'être rétabli (après avoir été supprimé, comme celui du Sénégal, en 1875). Franconie est élu dès le premier tour, avec 1 034 voix, contre 849 à Camille Pelletan.
À la chambre des députés, il siège à l'Extrême-Gauche et, à partir de 1885, il s’inscrit au groupe des républicains socialistes sans quitter le groupe d'Extrême-gauche. Après 1887, il siège uniquement dans le groupe des socialistes.
Il s'intéresse particulièrement aux questions coloniales et aux dossiers concernant sa circonscription, s'élevant notamment contre l'envoi de récidivistes à Cayenne.
Libre-penseur, il est membre du groupe de la Libre-pensée du 10e arrondissement.
Réélu en 1881, 1885, 1889, 1890 (élection partielle provoquée par sa démission, le 31 mai, à la suite d'un différend avec le sous-secrétaire d’État des colonies, Eugène Étienne, au sujet de la suppression de neuf conseils municipaux guyanais) et 1893, Franconie est battu en 1898 et 1902 par le radical-socialiste Henri Ursleur, maire de Cayenne.
En janvier 1906, la fédération socialiste à laquelle il appartient adhère à la SFIO. C'est donc en tant que « socialiste unifié » (de tendance guesdiste) qu'il reprend son siège à Ursleur à l'occasion des élections législatives de 1906.
En 1906, son fils Henri, âgé de 23 ans et candidat à l’École de médecine navale de Bordeaux, se suicide en se tirant une balle de revolver en plein cœur.
Le 22 janvier 1910, alors qu'il est en route pour sa circonscription, Gustave Franconie meurt à bord du paquebot Normandie en rade de Pointe-à-Pitre.

### Écrits
- Compte rendu de mon mandat d'octobre 1893 à mai 1898, Paris, impr. Chaix, 1898 (lire en ligne)
- Réponse à un vieux nègre de la Guyane, Courbevoie, La Cootypographie, 1909 (lire en ligne)